# フェトゥウ・ヴァイニコロ
フェトゥウ・ヴァイニコロ（Fetuʻu Vainikolo、1985年1月30日 - ）は、トンガのラグビーユニオン選手。

## プロフィール
- トンガ・トフォア出身[1]。
- ポジションはウィング(WTB)、センター(CTB)。
- 身長 182cm、体重 95kg
- トンガ代表通算キャップ数は28でワールドカップ2011・2015のトンガ代表に選ばれた[2]。

## 略歴
ノースランド、オタゴ、ハイランダーズ、コナート、エクセター・チーフス、オヨナ、ヴァランス・ロマンスを経て、2018年、ユタ・ウォリアーズに加入。